# Anouk Khelifa-Pascal
Anouk (Anouk Khélifa-Pascal) es una cantante francesa que ha participado en varios álbumes de Mano Negra (coros en los álbumes Patchanka, Puta's fever, King of Bongo, Casa Babylon. Sobre todo se la puede escuchar en la canción Pas assez de toi y haciendo coros en los de Manu Chao (voz en Je ne t'aime plus del álbum Clandestino (1998)).
Publicó un álbum en 1997 llamado Automatik Kalamity en el que Manu Chao, a su vez, participó (guitarra y segunda voz en algunos títulos). Firmado con la discográfica Virgin France, S.A. el álbum está cerca del estilo del primer álbum de Manu Chao, cantando tanto en francés como en inglés; Automatik Kalamity es un trabajo que mezcla canción francesa intimista, reggae y dub. 

## Discografía
- Automatik Kalamity (1997).